# Dillingen an der Donau
Dillingen an der Donau, Dillingen a.d.Donau – miasto powiatowe w Niemczech, w kraju związkowym Bawaria, w rejencji Szwabia, w regionie Augsburg, siedziba powiatu Dillingen an der Donau. Leży niedaleko od granicy bawarsko-wirtemberskiej. Zamieszkuje je 18,1 tys. mieszkańców. Najbliżej położone duże miasta: Monachium ok. 150 km na wschód, Norymberga – ok. 150 km na północny wschód i Stuttgart – ok. 100 km na północny zachód. Nie zostało zburzone podczas drugiej wojny światowej.
Z miasta pochodzi zespół punkrockowy Killerpilze.

## Zabytki
- barokowa bazylika konkatedralna pw. św. Piotra (St. Peter),
- budynek dawnego uniwersytetu ze Złotą Salą,
- Kościół pw. NMP (Maria Himmelfahrt), niegdyś należący do uniwersytetu,
- ratusz, kamienice.

## Współpraca
Miejscowości partnerskie:
- Bondeno, Włochy
- Brand-Erbisdorf, Saksonia
- Naas, Irlandia

## Galeria

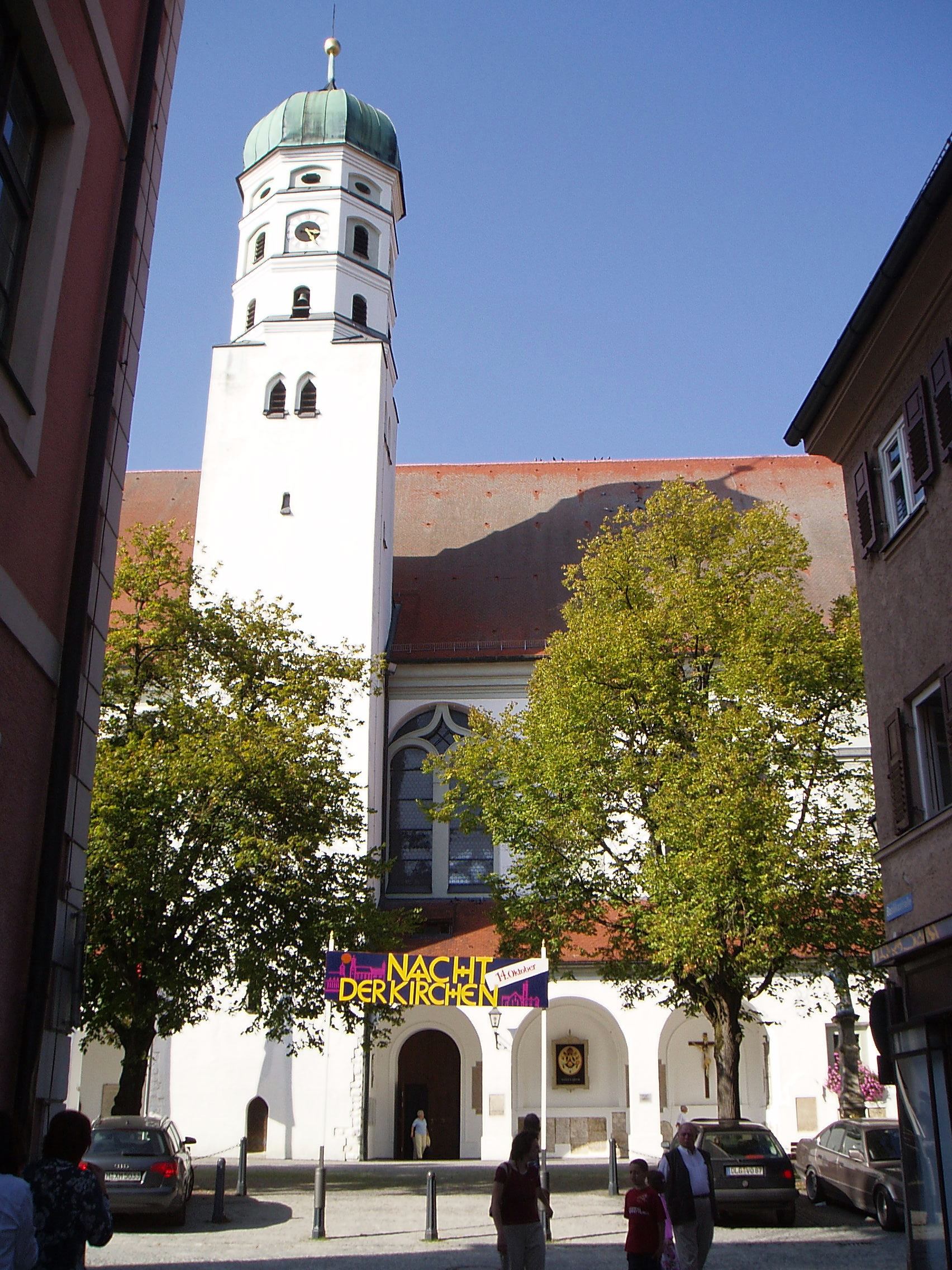
Kościół św. Piotra (St. Peter)
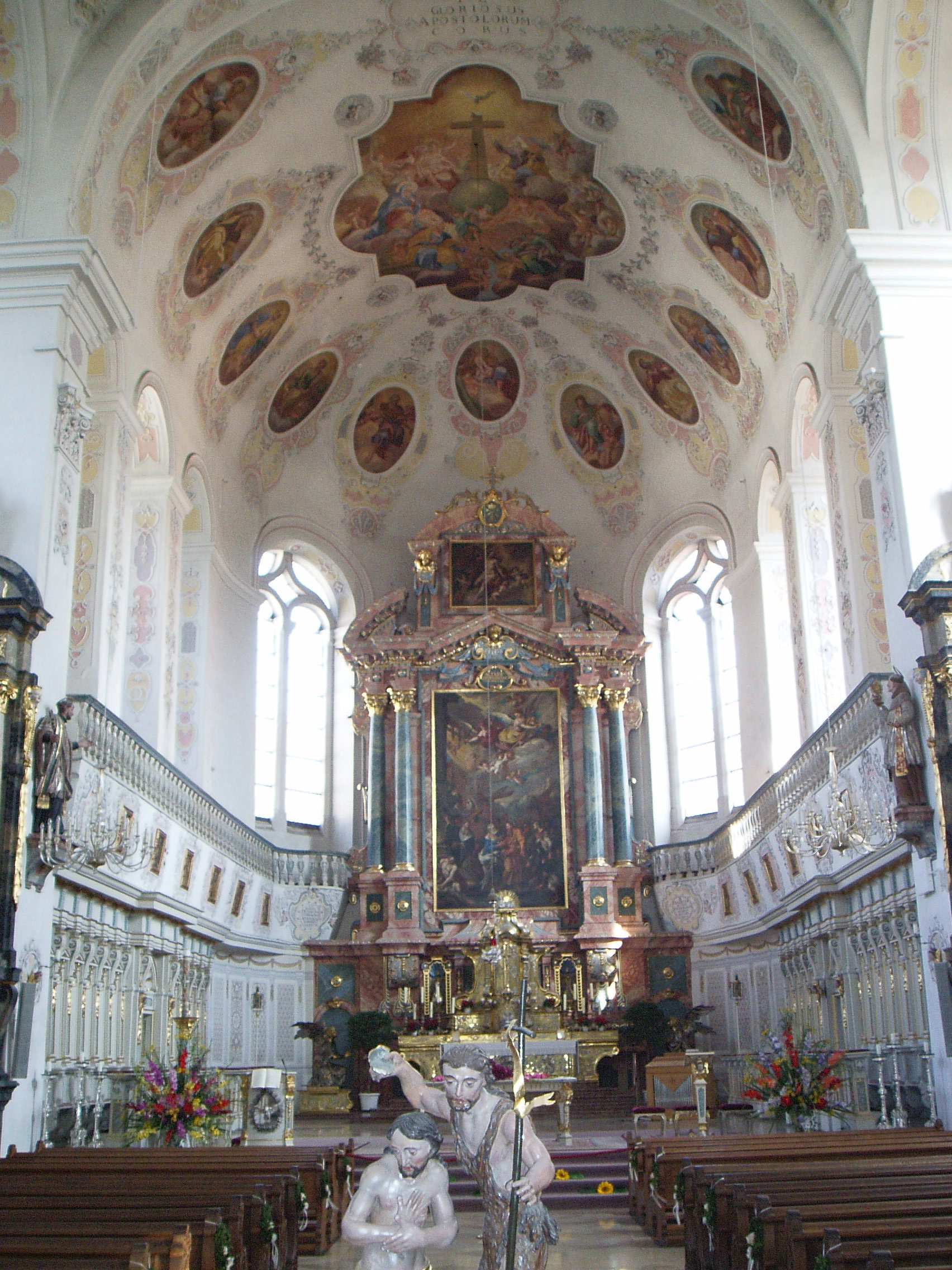
Kościół św. Piotra (St. Peter), wnętrze
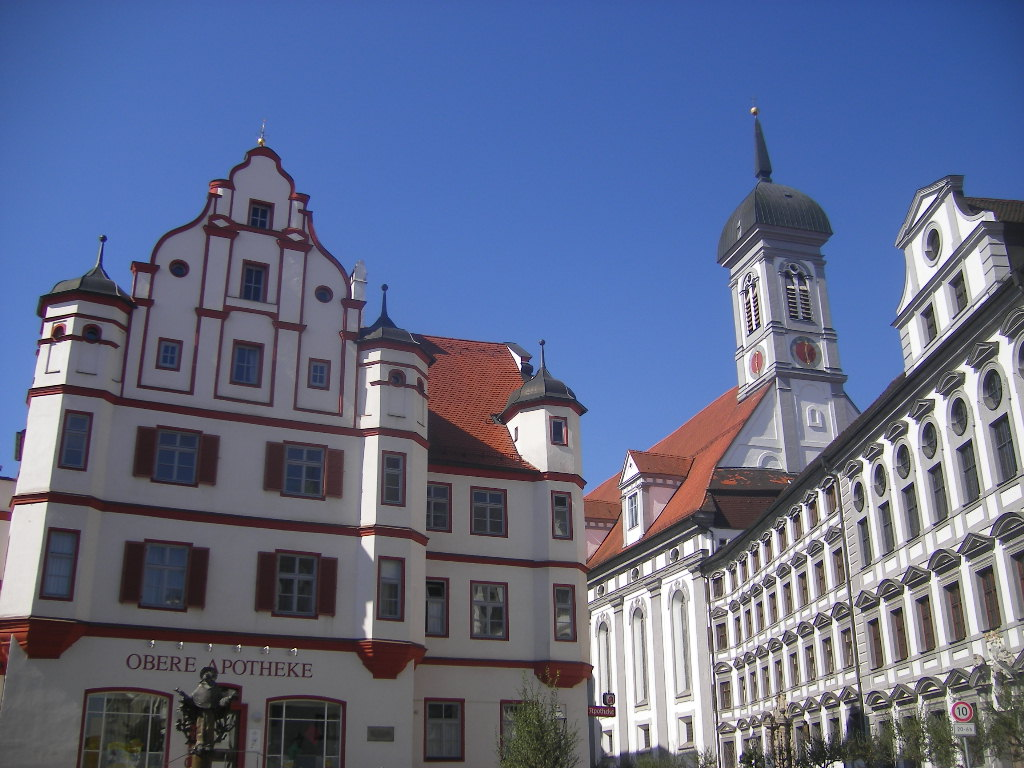
Budynek uniwersytetu i kościoła pw. NMP (Maria Himmelfahrt)
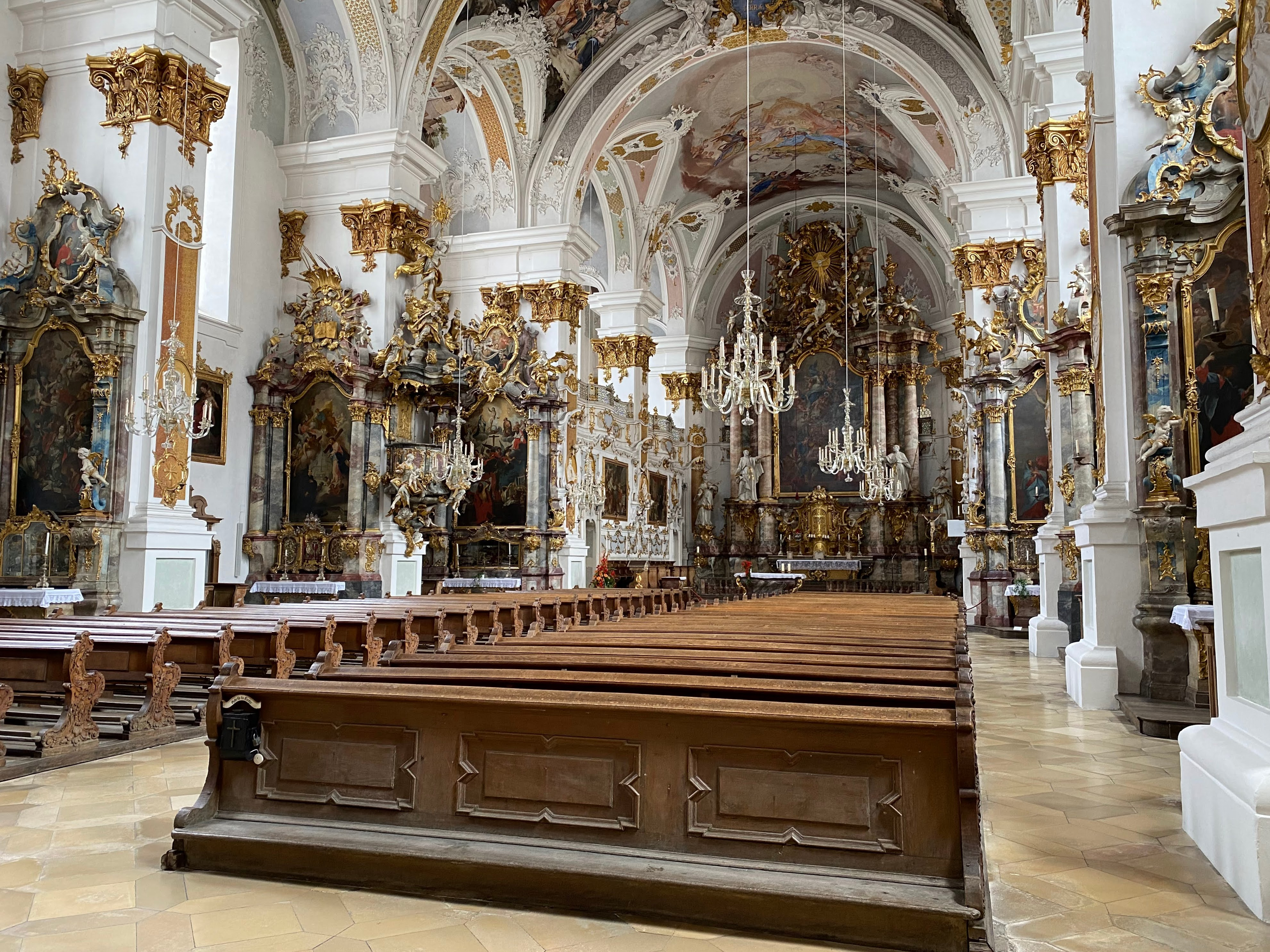
Wnętrze kościoła pw. NMP (Maria Himmelfahrt)
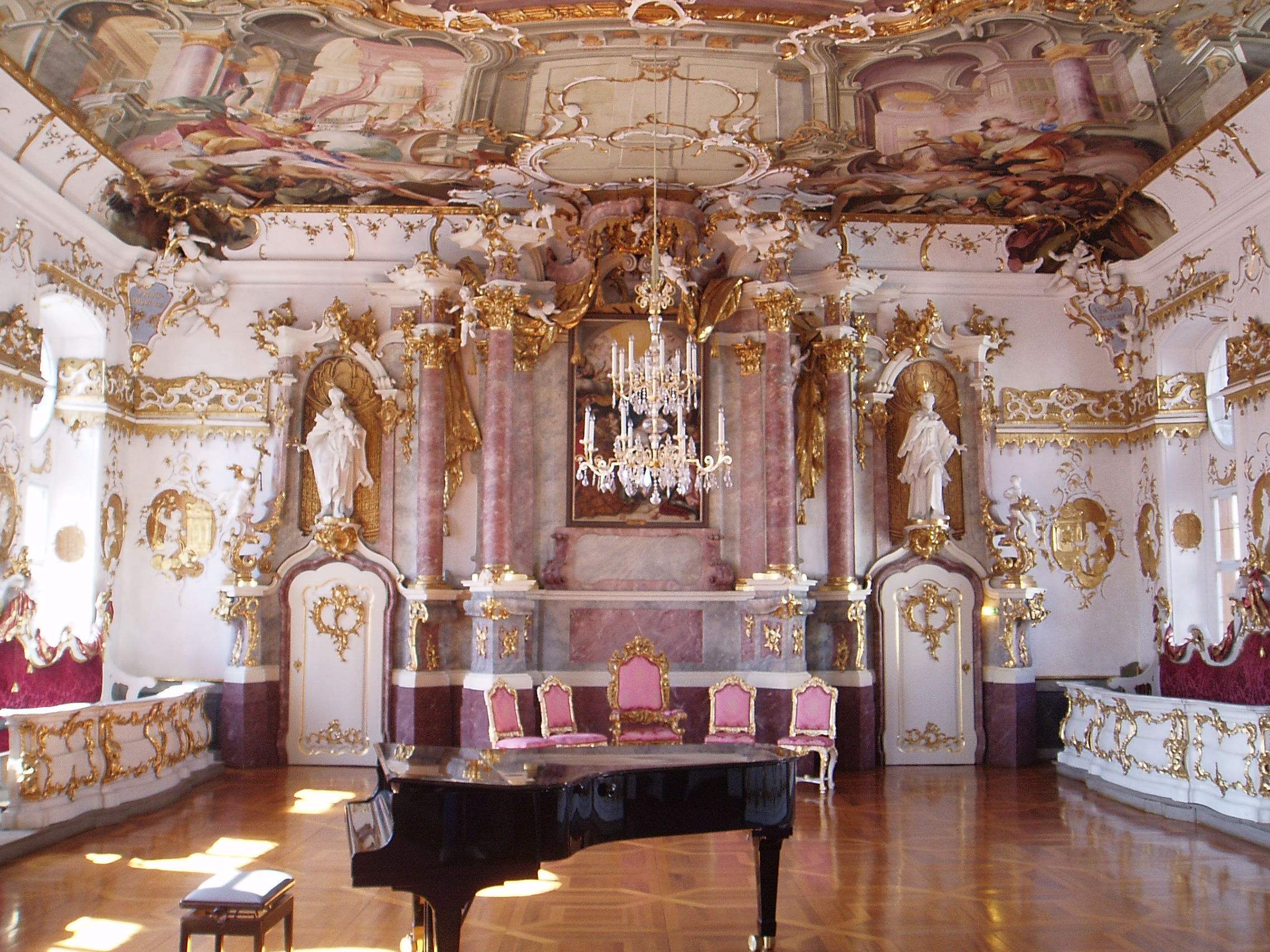
Złota Sala
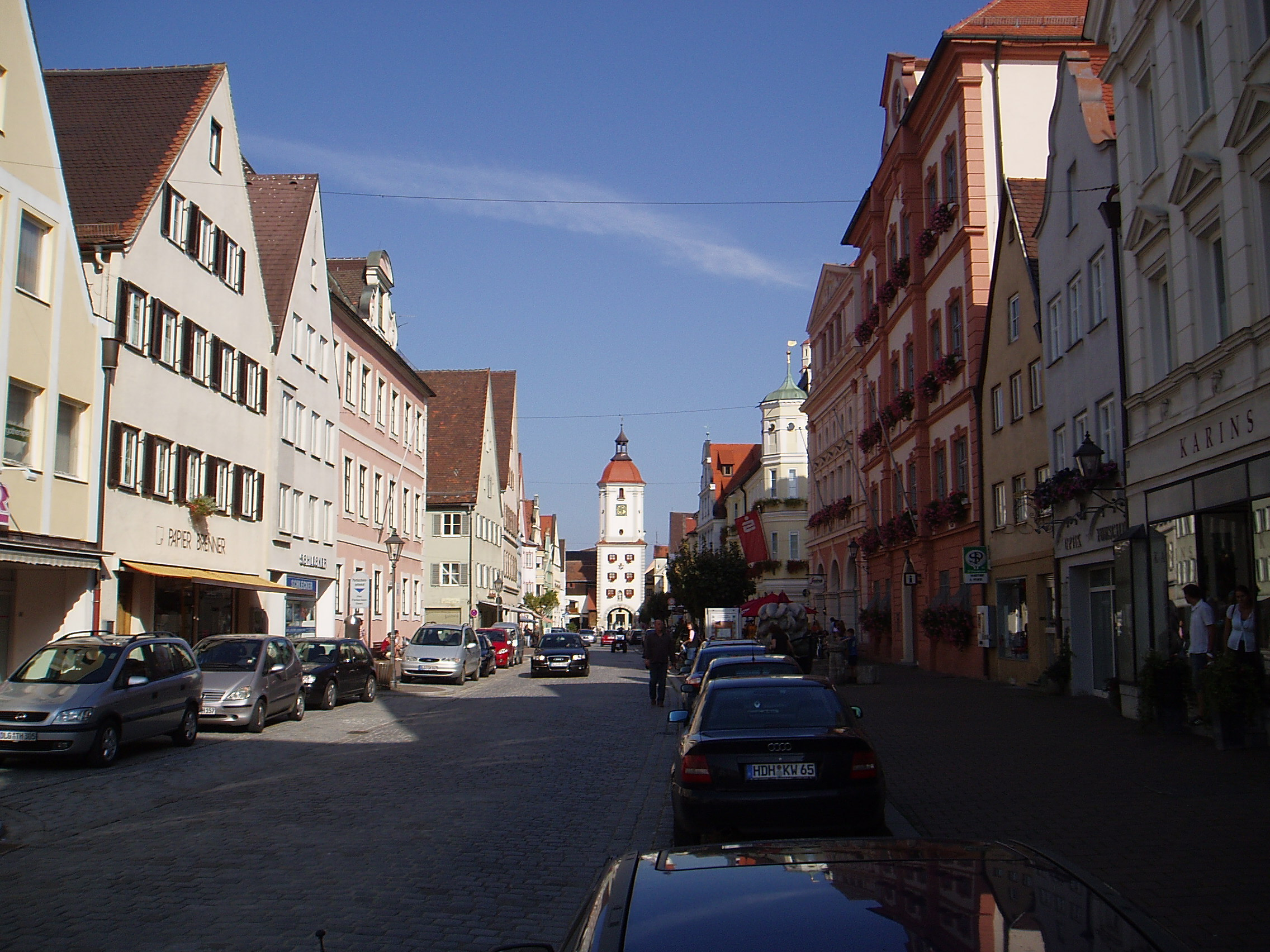
Ulica Königsstraße
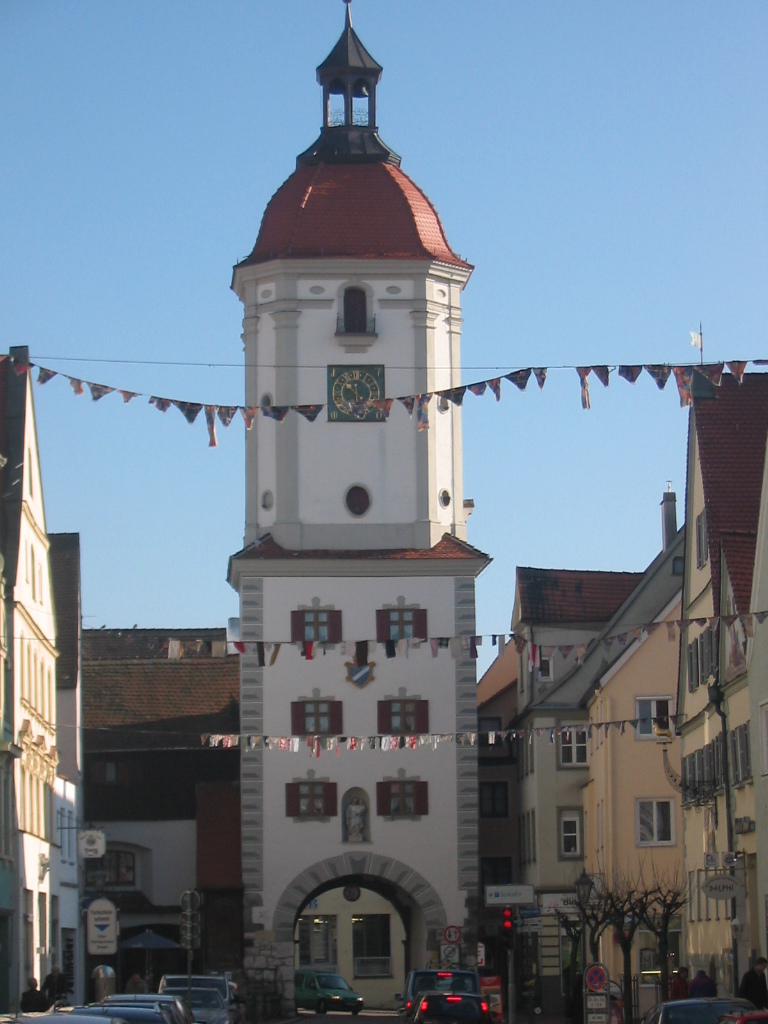
Brama miejska